# Helena Waldeck-Pyrmont

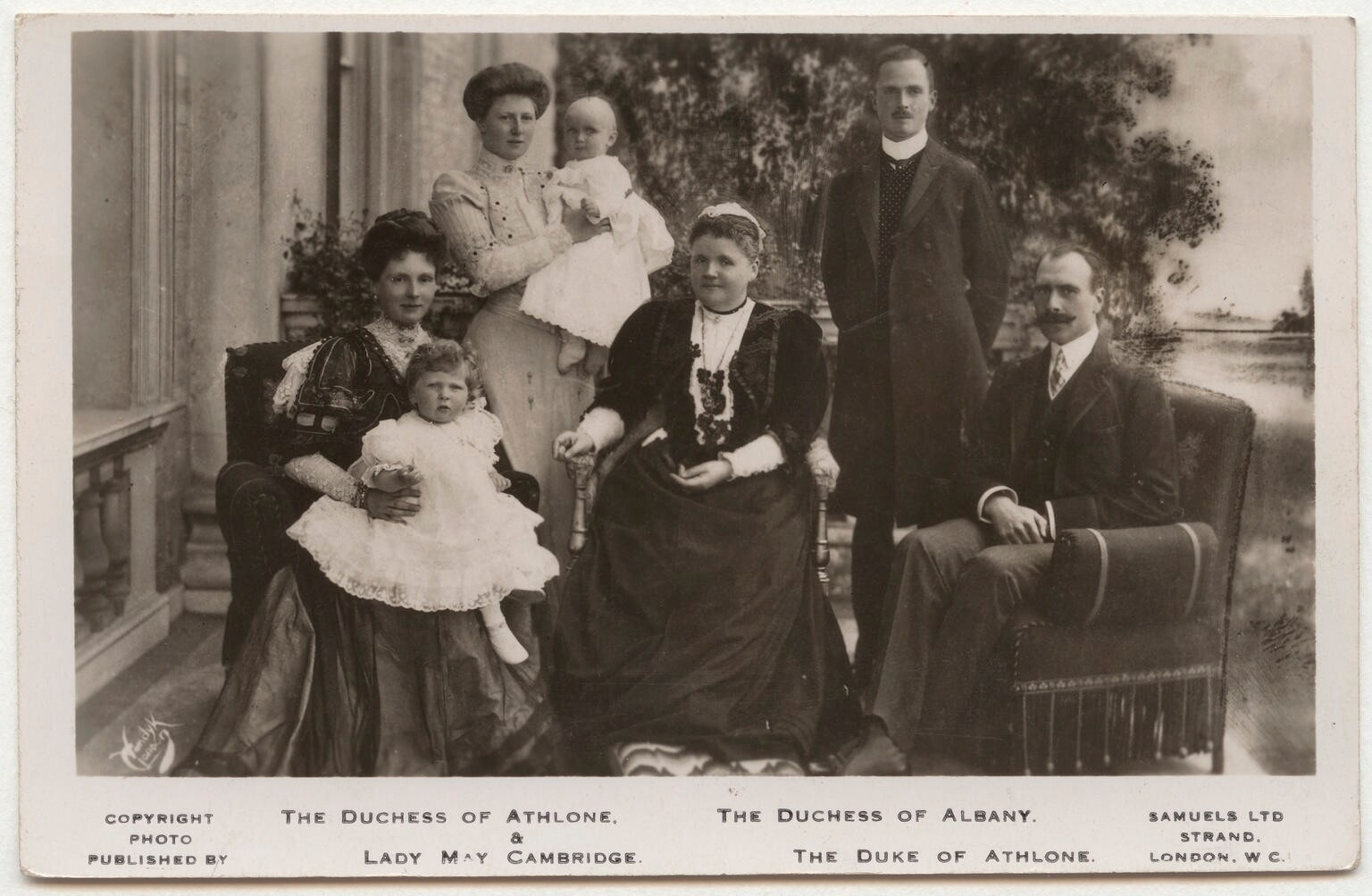
Księżna Helena z rodziną

Helena Fryderyka Augusta (ur. 17 lutego 1861 w Bad Arolsen, zm. 1 września 1922 w Hinterriß w Tyrolu) – księżniczka Waldeck-Pyrmont, księżna Albany.

## Rodzina
Helena urodziła się w niemieckim Bad Arolsen. Jej ojcem był Jerzy Wiktor Waldeck-Pyrmont, a matką – jego żona, Helena Wilhelmina z Nassau-Weilburg. Była siostrą Fryderyka, ostatniego panującego księcia Waldeck-Pyrmont, oraz Emmy, królowej Holandii (matki królowej Wilhelminy, praprababki obecnej królowej Beatrycze). Jej siostra Maria, wyszła za mąż za przyszłego króla Wirtembergii.
Jej dziadkami ze strony matki byli Wilhelm, książę Nassau i jego druga żona, Paulina Wirtemberska. Paulina była córką księcia Pawła Wirtemberskiego i jego żony Charlotty z Saksonii-Hildburghausen. Paweł był synem Fryderyka I, króla Wirtembergii, i jego żony księżniczki Augusty z Brunszwiku-Wolfenbüttel. Augusta była najstarszą córką Karola Wilhelma Ferdynanda, księcia Brunszwiku-Lüneburga i księżniczki Augusty Charlotty Walijskiej.

## Małżeństwo
Wraz ze swoimi siostrami – Emmą i Pauliną – była brana pod uwagę jako druga żona Wilhelma III, króla Holandii. Później spotkała Leopolda, księcia Albany, najmłodszego syna królowej Wiktorii i księcia Alberta. Para zaręczyła się w grudniu 1881.
27 kwietnia 1882 w kaplicy św. Jerzego w Zamku Windsorskim, Helena wyszła za mąż za Leopolda. Otrzymała tytuł: „Jej Królewska Wysokość Księżna Albany”. Razem z mężem zamieszkała w Claremont House. Helena była bardzo szczęśliwą żoną, ale jej małżeństwo skończyło się niespodziewanie, kiedy Leopold zmarł w Cannes we Francji, w marcu 1884. Książę był chory na hemofilię. W chwili śmierci męża, Helena była w ciąży z ich drugim dzieckiem.

## Osobowość i praca społeczna
Córka Heleny, księżniczka Alicja, wspominała, że jej matka była bardzo inteligentna oraz miała ogromne poczucie obowiązku i prawdziwej miłości dla pracy społecznej. Królowa Wiktoria początkowo martwiła się, że Helena może okazać się stereotypową, wyniosłą, niemiecką księżniczką. Jednak później pisała w liście do swojej najstarszej córki, Wiktorii, cesarzowej Niemiec, że księżna Albany „lubi przebywać wśród ludzi”. Królowa wkrótce zaczęła darzyć swoją młodą synową wielkim szacunkiem i sympatią. Przed ślubem ojciec Heleny uczynił ją dyrektorem przedszkoli w jego księstwie i na tym stanowisku wymyśliła edukacyjny program dla uczniów. Helena szczególnie ucieszyła się rozwiązywaniem matematycznych problemów i czytaniem filozofii – podczas ich tragicznie krótkiego małżeństwa, książę Leopold dumnie przedstawiał żonę kręgowi naukowców z Uniwersytetu Oksfordzkiego. Helena przyjaźń z naukowcami utrzymywała do końca życia.
W czasie wdowieństwa księżna Albany założyła Deptford Fund, organizację, której pierwotnym założeniem była pomoc dla kobiet i dziewczyn, które pracowały w niebezpiecznych warunkach przy rzezi bydła, w znalezieniu alternatywnej pracy. Fundacja Heleny istnieje do dzisiaj. Księżna pracowała także na rzecz szpitali, poświęciła się też zwalczaniu handlu ludźmi.

## Dalsze życie
Po śmierci Leopolda, Helena i jej dwójka dzieci, Alicja i Karol Edward, nadal mieszkali w rezydencji Claremont. Po śmierci zaś Alfreda, księcia Edynburga i Saksonii-Coburg-Gotha w 1900, który był bratem jej męża, syn Heleny, Karol Edward, został nowym spadkobiercą księstwa. Helena z dziećmi przeniosła się do Coburga w Niemczech, dopiero później wróciła do Wielkiej Brytanii. Zmarła 1 września 1922 na zawał serca w Hinterriß w Tyrolu, w czasie odwiedzin u syna. Przez syna Karola Edwarda jest praprababką Karola XVI Gustawa, obecnego króla Szwecji.

## Dzieci
- Alicja Maria Wiktoria (1883–1981)
- Karol Edward (1884–1954)

## Tytulatura
- Jej Wysokość Księżniczka Waldeck-Pyrmont (1861–1882)
- Jej Królewska Wysokość Księżna Albany (1882–1922)